# Joshua Prete
|  | Artikel eintragen | Dieser Artikel wurde aufgrund von inhaltlichen Mängeln in der Qualitätssicherung des Portals Radsport eingetragen. Dies geschieht, um die Qualität der Artikel aus dem Themengebiet Radsport auf ein akzeptables Niveau zu bringen. Bitte hilf mit, die inhaltlichen Mängel dieses Artikels zu beseitigen, und beteilige dich bitte an der Diskussion! |  |

Joshua Lucas Prete Galloway (* 17. August 1991) ist ein ehemaliger australischer Straßenradrennfahrer.

## Sportlicher Werdegang
Joshua Prete fuhr in der Saison 2010 für die australische Amateurmannschaft Team Budget Forklifts. Bei der Tour of Tasmania wurde er 2010 bei der zehnten Etappe in Westbury Etappenzweiter hinter dem Tagessieger Cameron Peterson. Von 2011 bis 2012 fuhr Prete für das tschechische Continental Team Whirlpool-Author. Mit dem Team gewann er 2012 bei der Czech Cycling Tour das Mannschaftszeitfahren in Uničov.
Zur Saison 2013 kehrte Prete in seine Heimat zu seinem ehemaligen Team zurück, das zwischenzeitlich als UCI Continental Team lizenziert war. Mit dem Team gewann er 2014 die Gesamtwertung der Tour de Hokkaidō. Ab 2015 startete er nur noch bei Rennen in Ozeanien, wo er 2015 eine Etappe der New Zealand Cycle Classic für sich entschied.
Nach der Saison 2016 beendete Prete im Alter von 25 Jahren seine Karriere als Radrennfahrer.

## Erfolge
2012
- Mannschaftszeitfahren Czech Cycling Tour

2014
- Gesamtwertung Tour de Hokkaidō

2015
- eine Etappe New Zealand Cycle Classic